# الرابطة الأسترالية لجراحة العظام
الرابطة الأسترالية لجراحة العظام (بالإنجليزية: Australian Orthopaedic Association)‏ هي منظمة غير ربحية تضطلع بالتدريب والتعليم التخصصي والتطوير المهني المستمر لجراحي العظام، إلى جانب تقديم المعلومات والنصح للعامة فيما يتعلق بأمراض الجهاز العضلي الهيكلي وسبل علاجها، ودعم البحث العلمي المتصل بجراحة العظام، وبعض الأعمال ذات الطابع الإنساني داخل أستراليا وخارجها.
أُسست الرابطة سنة 1936، وتضم عضويتها اليوم ما يزيد على 1600 جراح عظام أسترالي.

## وصلات خارجية
- الموقع الرسمي (بالإنجليزية)